# Op hoop van zegen (1934)
Op hoop van zegen is een Nederlandse film uit 1934 onder regie van Alex Benno en Louis Saalborn. Het is gebaseerd op het gelijknamige toneelstuk uit 1900 van Herman Heijermans. Het was de derde verfilming van het toneelstuk in nog geen twintig jaar tijd.

## Verhaal
Kniertje is een armoedige vissersweduwe uit Scheveningen, wier man en twee zoons zijn overleden op zee. Haar overgebleven zoons zijn Geert en Barend, twee volwassen mannen die niet in de voetsporen van hun vader willen treden. Geert streeft ernaar marinier te worden en Barend is te bang voor water om ooit op zee te gaan. Wanneer Reder Bos, een van de machtigste mannen van het dorp, een dikke verzekering weet af te sluiten voor het afstandse schip Op hoop van zegen, dwingt hij Kniertjes zoons lid te worden van de bemanning.
Geert raakt betrokken bij een vechtpartij als een man zijn verloofde beledigt in een bar. De gevolgen zijn enorm: hij verliest zijn recht ooit plaats te nemen bij de krijgsmacht. Geert houdt zijn hoofd hoog en keert terug naar zijn huis op Scheveningen. Kniertje is werkster bij de familie Bos, maar verdient niet genoeg om rond te komen. Hoewel onlangs een schip aan de haven is teruggekeerd met enkele overleden matrozen aan boord, smeekt ze haar zoons mee te gaan met de Op hoop van zegen. Ze kan het geld dat ze ermee zullen verdienen namelijk goed gebruiken en voor haar bestaat geen andere wereld dan het vissersbestaan.
Geert en Barend zien er tegenop de zee op te gaan. Geert heeft ruzie met Bos gekregen en wil in eerste instantie niet zijn werknemer zijn, terwijl Barend ervan overtuigd is dat het schip doorgerot is. Kniertje drijft haar zin door en uiteindelijk gaan de mannen met tegenzin mee. Er gaan een aantal rustige weken voorbij. Op een avond breekt er echter een ernstige storm uit. De vrouwen in het dorp vrezen dat hun mannen op zee een verdrinkingsdood tegemoet gaan. Hun angst blijkt later de waarheid te zijn als Barend aangespoeld is teruggevonden.
Als Kniertje op de hoogte wordt gesteld van de tragische dood van haar zoon, stort ze volledig in. De inwoners gaan ervan uit dat de rest van de bemanning ook het loodje heeft gelegd. Ze proberen het verlies op hun eigen manier te verwerken. Sommigen verwijten Bos, omdat hij enkele mannen gedwongen heeft de zee op te gaan. De eerder strenge en kille Bos toont voor het eerst sympathie voor Kniertje en probeert haar te steunen, terwijl er nog geen woord is van de resterende mannen op zee.

## Rolbezetting
| Acteur                  | Personage           |
| ----------------------- | ------------------- |
| Esther de Boer-van Rijk | Kniertje            |
| Frits van Dongen        | Geert               |
| Jan van Ees             | Barend              |
| Annie Verhulst          | Jo                  |
| Willem van der Veer     | Reder Bos           |
| Sophie de Vries-de Boer | Vrouw van Reder Bos |
| Miep van den Berg       | Clementine          |
| Coen Hissink            | Kaps                |
| Willem Hunsche          | Simon               |
| Cissy van Bennekom      | Marietje            |
| August Kiehl            | Daantje             |
| Anton Verheyen          | Kobus               |
| Aaf Bouber              | Truus               |
| Clara Vischer-Blaaser   | Saart               |
| Matthieu van Eysden     | Sergeant mariniers  |

## Achtergrond
Regisseur Alex Benno was ten tijde van de eerste verfilming aanwezig op de set, omdat hij werkzaam was als klusjesman van regisseur Maurits Binger. In 1934 maakte de geluidsfilm in Nederland zijn intrede. Benno wilde de film opnieuw maken, omdat die volgens hem met geluid beter te begrijpen was voor het grote publiek. Samen met zijn vrouw Willy Benno schreef hij het draaiboek. De hoofdrol ging naar Esther de Boer-van Rijk, die al bekend was met het verhaal. Ze speelde de rol vele malen op het toneel en ook in de filmversie uit 1918. Om mee te kunnen werken aan de film, moest De Boer-van Rijk een vakantie afbreken.
De voorbereidingen begonnen in de zomer van 1934. In juli dat jaar werd aangekondigd dat Louis Saalborn de artistieke leiding op zich zou namen, en dat naast De Boer-van Rijk, ook Willem van der Veer, Annie Verhulst, Willem Hunsche en Coen Hissink geëngageerd waren. In augustus was iedereen gecast; alleen voor de rol van Clementine werd nog een actrice gezocht. De buitenopnamen in Katwijk, IJmuiden en Scheveningen vonden plaats tussen 20 en 25 augustus 1934, die in september werden gevolgd door arbeid in de studio Cinetone te Amsterdam. Een release stond gepland in november.
Op hoop van zegen ging op 21 december 1934 in verschillende bioscoopzalen in première. Deze première verliep ietwat somber, omdat een dag eerder de Uiver was neergestort. Het werd een enorm succes dat, ondanks enkele aanmerkingen van recensenten, positief werd ontvangen door het publiek. De film won een prijs op het Filmfestival Venetië in 1935 en staat bekend als een van de succesvolste filmproducties uit de vooroorlogse cinema.